# Ehrenschild des Luftgaues XI
Der Ehrenschild des Luftgaues XI war eine nichttragbare Auszeichnung der deutschen Luftwaffe während des Zweiten Weltkrieges, die vom Oberst Friedrich-Carl Kranz in seiner Eigenschaft als Kommandierender General und Befehlshaber des Luftgaues XI zwischen Oktober 1937 und Juni 1938 gestiftet wurde. Aus bisher unbekannten Gründen wurde dieser Ehrenschild in zwei Kategorien verliehen. Zum einen der Silberne Ehrenschild, der Mitte 1941 durch den General der Flieger Ludwig Wolff "gestiftet" wurde, und zum anderen der Eiserne Ehrenschild, der in drei Ausführung existierte. Wolff verlieh in der Folge beide Typen des Ehrenschildes, also sowohl den Eisernen, wie auch den Silbernen.

## Verleihungsbedingungen
Die Verleihung der Ehrenschilde kam unter anderem bei folgenden Handlungen oder Leistungen in Frage:
- Gute Leistungen in der Schießausbildung
- Rettung eines Kindes vor dem Ertrinken
- Technische Verbesserungen an Waffen
- Leistungen in der Viehhaltung, des Gemüse-, Kartoffelanbaues für die Flugplatzkommandos
- Sicherung der Einsatzbereitschaft der fliegenden Verbände

## Aussehen

### Eiserner Ehrenschild

#### Erstform
Die aus Bronzeguss hergestellte Plakette ist 112 mm hoch und 87 mm breit. Sie zeigt im oberen Teil das Hoheitsabzeichen der Luftwaffe sowie eine daran anschließende vierzeilige Inschrift: FÜR HERVORRAGENDE / LEISTUNG / DER KOMMANDEUR / IM LUFTGAU XI. Der Name des Beliehenen, welcher die Plakette ausgehändigt bekam, wurde rechts des Hoheitsabzeichens eingraviert und links des Hoheitsabzeichens sein Dienstrang.

#### Zweitform
Die zweite Form des Eisernen Ehrenschildes, 142 mm hoch und 120 mm breit, existiert in vier verschiedenen Typen, die sich im Großen und Ganzen nur geringfügig voneinander unterscheiden. Allen gemeinsam ist, dass sie innerhalb eines erhöhten Randes im oberen Drittel das Hoheitsabzeichen der Luftwaffe zeigen, unter dem sich ein kleines Messingschild befindet, welches mittels zweier Nieten an der Plaketten befestigt ist. Auf ihr werden Dienstrang und Namen des Beliehenen eingraviert. Daran anschließend ist die fünfzeilige Inschrift: FÜR HERVORRAGENDE / LEISTUNG / DER KOMMANDIERENDE GENERAL / UND BEFEHLSHABER / IM LUFTGAU XI zu lesen.

#### Drittform
Die dritte Form der Plakette ist 142 mm hoch und 120 mm breit und zeigt im oberen Teil der Plakette das Hoheitsabzeichen der Luftwaffe gefolgt von zwei Leerzeilen, die vom Dienstgrad und dem Namen des Beliehenen durch Gravur gefüllt werden. Anschließend folgt die vierzeilige Inschrift: FÜR HERVORRAGENDE / LEISTUNG / DER KOMMANDIERENDE GENERAL / UND BEFEHLSHABER IM LUFTGAU XI. Wiederum darunter befindet sich die Faksimile Wolff und sein Dienstrang GENERAL DER FLIEGER.

### Silberner Ehrenschild

#### A-Typ
Die aus Weißmetall hergestellte polierte oder versilberte Plakette ist 152 mm hoch, 110 mm breit und zeigt in seinem oberen Drittel das Hoheitsabzeichen der Luftwaffe in erhabener Prägung sowie den darunter nachträglich eingravierte Namen des Beliehenen nebst Militärrang. Daran anschließend ist die vierzeilige vertiefte Inschrift: FÜR HERVORRAGENDE / LEISTUNG / DER KOMMANDIERENDE GENERAL / UND BEFEHLSHABER IM LUFTGAU XI unter der wiederum die Unterschrift des Stifters Wolff in Faksimile und sein Militärrang General der Flieger zu lesen ist.

#### B-Typ
Die ebenfalls aus Weißmetall hergestellte polierte oder versilberte Plakette ist 172 mm hoch und 132 mm breit, gleicht nahezu dem A-Typ und zeigt auch dieselbige Inschrift, die allerdings – durch die Worttrennung bedingt – nun fünfzeilig ist. (FÜR HERVORRAGENDE / LEISTUNG / DER KOMMANDIERENDE GENERAL / UND BEFEHLSHABER / IM LUFTGAU XI)

#### Silberner Ehrenschild 1942
Auch dieser Ehrenschild besteht aus dem gleichen Material wie die beiden anderen Schildtypen. Er ist 172 mm hoch und 132 mm breit. Auch seinem Aussehen nach unterscheidet er sich kaum von seinen Vorgängern und zeigt unverändert in seinem oberen Drittel das Hoheitsabzeichen der Luftwaffe gefolgt von dem Namen und Dienstrang des Beliehenen, welcher schwarz umrahmt ist. Nur die daran anschließende Inschrift ist verändert worden und lautet in diesem Fall: FÜR HERVORRAGENDE / LEISTUNG / IM KRIEGSJAHR 1942 / DER KOMMANDIERENDE GENERAL / UND BEFEHLSHABER / IM LUFTGAU XI. Unter den Beliehenen des Silbernen Ehrenschildes befanden sich unter anderem Generalleutnant Theodor Spiess und SS-Brigadeführer Hans Kehrl.